# Conjectura
Uma conjectura é uma ideia, fórmula ou frase, a qual não foi provada ser verdadeira, baseada em suposições ou ideias com fundamento não verificado. As conjecturas utilizadas como prova de resultados matemáticos recebem o nome de hipóteses.
Na área do Direito a conjectura só pode ser usada como tese argumentatória, pois a Justiça não pode ser baseada em suposições mas em evidências e provas.
Conjectura, entretanto, forma uma das bases das indagações filosóficas.

## Conjecturas famosas
- Hipótese de Riemann
- Hipótese do Continuum
- Conjectura de Goldbach
- Conjectura dos primos gêmeos
- Conjectura de Poincaré